# Siracusa Calcio 1979-1980
Questa voce raccoglie le informazioni riguardanti il Siracusa Calcio nelle competizioni ufficiali della stagione 1979-1980.

## Rosa
| N. |                   | Ruolo | Calciatore         |
| -- | ----------------- | ----- | ------------------ |
|    | Italia (bandiera) | C     | Pierangelo Agosti  |
|    | Italia (bandiera) | D     | Stefano Agresti    |
|    | Italia (bandiera) | A     | Gaetano Auteri     |
|    | Italia (bandiera) | A     | Walter Ballarin    |
|    | Italia (bandiera) | C     | Giuseppe Belfiore  |
|    | Italia (bandiera) | C     | Giorgio Biasiolo   |
|    | Italia (bandiera) | C     | Leonardo Bitetto   |
|    | Italia (bandiera) | C     | Gesualdo Calabrese |
|    | Italia (bandiera) | C     | Aldo Cancelliere   |
|    | Italia (bandiera) | C     | Amedeo Crippa      |
|    | Italia (bandiera) | C     | Roberto Culotti    |

| N. |                   | Ruolo | Calciatore           |
| -- | ----------------- | ----- | -------------------- |
|    | Italia (bandiera) | A     | Sergio D'Agostino    |
|    | Italia (bandiera) | D     | Luciano Favero       |
|    | Italia (bandiera) | P     | Vincenzo Fazzino     |
|    | Italia (bandiera) | P     | Gino Ferioli         |
|    | Italia (bandiera) | C     | Giuseppe Guerini     |
|    | Italia (bandiera) | D     | Ferdinando Iazzolino |
|    | Italia (bandiera) |       | Morello              |
|    | Italia (bandiera) | A     | Antonio Petraccini   |
|    | Italia (bandiera) | D     | Raffaele Santuccio   |
|    | Italia (bandiera) | A     | Pietro Torre         |

## Risultati

### Campionato

#### Girone di andata
| 30 settembre 1979 1ª giornata | Chieti | 1 – 2 | Siracusa |  |

| 7 ottobre 1979 2ª giornata | Siracusa | 2 – 0 | Anconitana |  |

| 14 ottobre 1979 3ª giornata | Salernitana | 0 – 0 | Siracusa |  |

| 21 ottobre 1979 4ª giornata | Siracusa | 1 – 0 | Nocerina |  |

| 28 ottobre 1979 5ª giornata | Siracusa | 3 – 2 | Foggia |  |

| 4 novembre 1979 6ª giornata | Arezzo | 1 – 0 | Siracusa |  |

| 11 novembre 1979 7ª giornata | Siracusa | 2 – 0 | Empoli |  |

| 18 novembre 1979 8ª giornata | Benevento | 2 – 0 | Siracusa |  |

| Siracusa 25 novembre 1979 9ª giornata | Siracusa | 0 – 1 | Catania | Stadio Nicola De Simone (12.000 spett.) |

| 2 dicembre 1979 10ª giornata | Campobasso | 2 – 1 | Siracusa |  |

| 9 dicembre 1979 11ª giornata | Siracusa | 3 – 0 | Rende |  |

| 16 dicembre 1979 12ª giornata | Reggina | 2 – 1 | Siracusa |  |

| 23 dicembre 1979 13ª giornata | Siracusa | 3 – 0 | Montevarchi |  |

| 6 gennaio 1980 14ª giornata | Siracusa | 0 – 0 | Turris |  |

| 13 gennaio 1980 15ª giornata | Cavese | 0 – 0 | Siracusa |  |

| 20 gennaio 1980 16ª giornata | Siracusa | 1 – 0 | Livorno |  |

| 27 gennaio 1980 17ª giornata | Teramo | 3 – 0 | Siracusa |  |

#### Girone di ritorno
| 3 febbraio 1980 18ª giornata | Siracusa | 0 – 0 | Chieti |  |

| 10 febbraio 1980 19ª giornata | Anconitana | 1 – 0 | Siracusa |  |

| 17 febbraio 1980 20ª giornata | Siracusa | 2 – 1 | Salernitana |  |

| 24 febbraio 1980 21ª giornata | Nocerina | 2 – 0 | Siracusa |  |

| 2 marzo 1980 22ª giornata | Foggia | 4 – 0 | Siracusa |  |

| 9 marzo 1980 23ª giornata | Siracusa | 1 – 0 | Arezzo |  |

| 16 marzo 1980 24ª giornata | Empoli | 3 – 0 | Siracusa |  |

| 23 marzo 1980 25ª giornata | Siracusa | 0 – 0 | Benevento |  |

| 30 marzo 1980 26ª giornata | Catania | 2 – 1 | Siracusa |  |

| 13 aprile 1980 27ª giornata | Siracusa | 0 – 0 | Campobasso |  |

| 20 aprile 1980 28ª giornata | Rende | 1 – 0 | Siracusa |  |

| 27 aprile 1980 29ª giornata | Siracusa | 1 – 0 | Reggina |  |

| 11 maggio 1980 30ª giornata | Montevarchi | 1 – 0 | Siracusa |  |

| 18 maggio 1980 31ª giornata | Turris | 0 – 1 | Siracusa |  |

| 25 maggio 1980 32ª giornata | Siracusa | 1 – 0 | Cavese |  |

| 1º giugno 1980 33ª giornata | Livorno | 2 – 0 | Siracusa |  |

| 8 giugno 1980 34ª giornata | Siracusa | 2 – 0 | Teramo |  |

### Coppa Italia Serie C

#### Primo turno (fase a gironi)
| Arbitro: | Castronovo (Palermo) |

|               |           |  |
| Giarratana 6’ | Marcatori |  |

| Arbitro: | Zumbo (Reggio Calabria) |

|  |           |                |
|  | Marcatori | 46’ D'Agostino |

| Arbitro: | Lombardo (Marsala) |

|                     |           |              |
| 48’ (rig.) Natalini | Marcatori | 22’ Biasiolo |

| Arbitro: | Castronovo (Palermo) |

|                |           |  |
| 33’ Petraccini | Marcatori |  |

#### Qualificazione ai sedicesimi
| Arbitro: | Savalli (Trapani) |

|                     |           |            |
| 76’ (rig.) Renzetti | Marcatori | 8’ Bitetto |

| Arbitro: | Pirandola (Lecce) |

|                               |           |  |
| 28’ Guerini 30 e 46’ Ballarin | Marcatori |  |

#### Sedicesimi di finale
| Arbitro: | Faccenda (Salerno) |

|               |           |           |
| 56’ Castorina | Marcatori | 4’ Favero |

| Arbitro: | Creati (Giarre) |

|                |           |  |
| 87’ D'Agostino | Marcatori |  |

#### Ottavi di finale
| Arbitro: | Pirandola (Lecce) |

|                     |           |           |
| 9, 43 e 67’ Messina | Marcatori | 75’ Torre |

| Arbitro: | Zumbo (Reggio Calabria) |

|                     |           |                           |
| 49 e 81’ D'Agostino | Marcatori | 120’ (autorete) Calabrese |